# NGC 4578
NGC 4578 (również PGC 42149 lub UGC 7793) – galaktyka soczewkowata (S0), znajdująca się w gwiazdozbiorze Panny. Odkrył ją William Herschel 18 stycznia 1784 roku. Należy do Gromady w Pannie.